# Castello di Settima
Il castello di Settima è una fortificazione situata nell'omonima frazione del comune italiano di Gossolengo, in provincia di Piacenza. 

## Storia
All'interno delle cronache del periodo medievale, a Settima viene citata talvolta la presenza di una torre, talvolta la presenza di un castello. Nel luglio 1231 Guifredo e Guglielmo Landi, alla guida di un manipolo di fanti, arceri e balestrieri provenienti da Rivergaro distrussero la torre di Settima dopo aver sconfitto la guarnigione guelfa posta a presidio. Quattordici anni più tardi Settima fu invece attaccata dalle truppe di Enzo di Svevia.
Nei primi anni del XV secolo l'edificio fu concesso alla famiglia Landi dal duca di Milano Giovanni Maria Visconti; circa un secolo dopo, il 15 giugno 1515 l'investitura sul feudo di Settima, nonché su Niviano, Ostiano e Quarto, fu nuovamente concessa alla famiglia Landi, nella persona di Alessandro Landi, da parte del duca di Milano Massimiliano Sforza.
Una porzione del castello fu demolita, probabilmente intorno alla metà del Seicento, ad opera della famiglia Giorgi Zanettini, all'epoca detentrice del feudo di Settima, per permettere la costruzione di un palazzo residenziale.
Il 17 luglio 1702 Giuseppe Gazzola, alla scomparsa del suocero Giovanni delli Giorgi Zanettini, ricevette dalla Camera Ducale l'investitura su Settima e il relativo titolo comitale, dietro pagamento di 2 000 genovine.

## Struttura
L'edificio presentava originariamente una struttura a quattro lati con torri angolari a base quadrata; due di queste torri sono ancora presenti, mentre le altre due andarono distrutte, così come la maggior parte del complesso, quando, nel Seicento, venne costruita la villa dei conti Zanettini.
L'edificio, diroccato, si trova in pessimo stato di conservazione.